# 1minute Projection Mapping Competition
1minute Projection Mapping Competition（ワンミニットプロジェクションマッピングコンペティション）は、1分台という短いプロジェクションマッピングの動画作品を対象とした、日本で開催されるメディアアートイベント／コンペティション。世界で活躍する、クリエイティブディレクターで空間演出家の 石多未知行 が代表を務める「一般財団法人プロジェクションマッピング協会」主催 で開催される。コンペティションでは40～50を越える国と地域から約250組がエントリー、その中から厳選された約20作品を国内の巨大建築物へ投影しグランプリを競う。

## 概要
2010年に石多未知行が発起人となり 神奈川県・逗子市の逗子小学校校舎へプロジェクションマッピングを投影した。このイベントが国内初の公共スペースでのプロジェクションマッピング実施事例とされる。
翌2011年よりメディアアートをメインとしたイベント 「逗子メディアアートフェスティバル」へと発展。2012年 からは逗子メディアアートフェスティバルのメイン企画として国際コンペティション『 1minute projection mapping』が開催されるようになった。
1分台の短い動画作品が世界各国のクリエイターより寄せられるこのイベントは、2015年の第4回大会ではイベント動員数が約47,000人、第11回大会となる2023年度は過去最多となる世界58の国と地域から281組がエントリーするなど、大会回数や開催規模、世界からの注目度の高さなど多数の要因から世界最大級のプロジェクションマッピング国際コンペティションへと成長した。
審査員やゲスト、オフィシャルアンバサダーも、村松亮太郎(2014年審査員：アーティスト / NAKED Inc. 代表)、KOHARU SUGAWARA(2015年ゲスト、コラボ公演：ダンサー・コレオグラファー（振付師）)、NGT48(2016年ゲスト)、中村獅童(2019年ゲスト：プロジェクションマッピングコラボ歌舞伎公演)、白石麻衣（2021年オフィシャルアンバサダー）、小坂大魔王（2021年MC）、真鍋大度（2021年審査員：アーティスト、インタラクションデザイナー）、本広克行（2021年審査員：映画監督・演出家）、尾上松也（2022年オフィシャルアンバサダー）、GReeeeN（2023年オフィシャルアンバサダー）、いずれ菖蒲か杜若・にじさんじ（2024年オフィシャルアンバサダー）など、毎回豪華な顔ぶれとなっておりその話題性も高い。
また2021年度からは、日本が世界に誇る国際都市・東京に新たな光を灯し、エンターテインメントやアートを通して世界中に希望を届ける“光の祭典” 「TOKYO LIGHTS（トウキョウライツ）」のメインコンテンツとして抜擢されている。
なお、1minute Projection Mapping Competitionのグランプリ受賞者は、ルーマニアのブカレストで毎年開催されているWinners' Leagueでもある世界最大規模のプロジェクションマッピング国際大会「iMapp」のエントリー資格を得られる。

## 賞の種類
- グランプリ
- 準グランプリ
- 審査員特別賞
- 主催者賞
- オーディエンス賞
- 特別賞

グランプリ受賞者は次回大会でのゲスト作家として招聘される。
その他の賞
- Tokyo Tokyo賞（2021年）
- 小田原賞（2019年）
- 宮崎県知事賞（2018年）
- ハウステンボス特別賞（2017年）
- 新潟特別賞（2015年、2016年）

## 歴代グランプリ受賞作品
- 2024年：「Room 808」 - Kentaro Tanaka（日本）
- 2023年：「Legacy Links」 - Vali Chincișan（ルーマニア）
- 2022年：「Elemental constructions」 - EPER DIGITAL（ハンガリー）
- 2021年：「THROUGH THE NIGHT」 - THE FOX, THE FOLKS（インドネシア）
- 2019年：「The Great Dreamer」 - Julia Shamsheieva（ウクライナ）
- 2018年：「The Nine Colored Deer」 - Li Cheng（中国）
- 2017年：「Archi Lymph」 - Antaless Visual Design（イタリア）
- 2016年：「Internal Pulse」 - Euro Video Mapping（ドイツ）
- 2015年：「Hyakki Yagyo」 - Neba Studio ×Kaze Patricio Chan（マカオ）
- 2014年：「Chaos and Order」 - Maxime Guislain（ベルギー）
- 2013年：「真夜中の博物館」 - FLIGHTGRAF（日本）
- 2012年：「Hello from Indonesia」 - Sembilan Matahari（インドネシア）

## 審査員
- 2023年：小橋 賢児 、西村 真里子、Gill Minervini（クリエイティブ・ディレクター、プロデューサー、キュレーター、コンサルタント）Julien Pavillard (フランスを拠点とするイベントディレクター）László Zsolt Bordos (ルーマニア生まれのハンガリー人アーティスト)、AVA Animation & Visual Arts、石多未知行[3]
- 2022年：Gill Minervini（クリエイティブ・ディレクター、プロデューサー、キュレーター、コンサルタント）、日比野 克彦（東京藝術大学長、岐阜県美術館長、熊本市現代美術館長、日本サッカー協会社会貢献委員長）、真鍋 大度（アーティスト、インタラクションデザイナー、プログラマ、DJ）、MERILISSA WEIGEL / Moment Factory（モントリオールを拠点とするマルチメディア・エンターテイメント）、Yuri Kostenko、古屋 遙、THE FOX, THE FOLKS、石多未知行[3]
- 2021年： 南條 史生（キュレーター）、真鍋 大度（アーティスト、インタラクションデザイナー、プログラマ、DJ）、本広 克行(映画監督・演出家)、冨吉 剣人.生水 真人 / FLIGHTGRAF(オーディオビジュアルユニット)、Kento Tomiyoshi(ディレクター/ビジュアルアーティスト/モーショングラフィックデザイナー/プロダクトデザイナー/CGクリエイター)、Makoto Shozu（サウンドデザイナー/サウンド設計/作曲/コンセプトデザイナー/キュレーター）、Bart Kresa(マスタープロジェクションデザイナー)、Joanie Lemercier(ビジュアルアーティスト)、Hendrik Wendler(スピーカー、キュレーター)、Julia Shamsheieva(モーションデザイナー)、石多未知行[3]
- 2019年： Yann Nguema（フランスの音楽グループEZ3kielのメンバー、デザイナー）、Yael Braha(マルチメディアディレクター)、長崎 英樹(株式会社シムディレクト 代表取締役 / 株式会社タケナカ 専務取締役)、Li Cheng(CGクリエイター、クリエイティブアーティスト、第7回「1minute Projection Mapping in 宮崎」でグランプリとオーディエンス賞を初のＷ受賞)、石多未知行[3]
- 2018年： László Zsolt Bordos(ハンガリーのブダペストを拠点に活動するCGクリエイター、VJ、アートディレクター)、Alessio Cassaro(タリアのパレルモを拠点に活動するAntaless Visual DesignのCOO)、石多未知行[3]
- 2017年： Maxin10sity(クリエイティブチーム、世界最大規模のプロジェクションマッピングのイベント「iMapp」の主催者)、MOMENT FACTORY(マルチメディアエンターテイメントスタジオ)、EuroVideoMapping(第5回コンペティショングランプリ受賞チーム)、石多未知行[3]
- 2016年： László Zsolt Bordoss(ハンガリーのブダペストを拠点に活動するCGクリエイター、VJ、アートディレクター)、杉山知之(デジタルハリウッド大学 学長)、鷲尾 和彦(博報堂アートディレクター、写真家)、Casber U Ka Kit(第4回コンペティショングランプリ受賞)、石多未知行[3]
- 2014年： 平井竜一(逗子市長)、杉山知之(デジタルハリウッド大学 学長)、村松亮太郎(アーティスト、NAKED Inc. 代表)、山重徹夫(逗子アートフェスティバル アートディレクター)、石多未知行[3]

## 会場
- 2024年： 明治神宮外苑 聖徳記念絵画館
- 2023年： 明治神宮外苑 聖徳記念絵画館
- 2022年： 明治神宮外苑 聖徳記念絵画館
- 2021年： 明治神宮外苑 聖徳記念絵画館
- 2019年： 小田原城
- 2018年： 宮崎県総合文化公園
- 2017年： パレス ハウステンボス
- 2016年： 新潟市歴史博物館 みなとぴあ
- 2015年： 新潟市歴史博物館 みなとぴあ
- 2014年： 逗子小学校
- 2013年： 逗子小学校
- 2012年： 逗子小学校